# Groupe 8 du tableau périodique
Le groupe 8 du tableau périodique, autrefois inclus dans le groupe VIII de l'ancien système IUPAC utilisé en Europe et dans le groupe VIIIB du système CAS nord-américain, deux systèmes aujourd'hui obsolètes, contient les éléments chimiques de la 8e colonne, ou groupe, du tableau périodique des éléments :
| Période | Élément chimique | Élément chimique | Z   | Famille d'éléments  | Configuration électronique[2] |
| ------- | ---------------- | ---------------- | --- | ------------------- | ----------------------------- |
| 4       | Fe               | Fer              | 26  | Métal de transition | [Ar] 4s2 3d6                  |
| 5       | Ru               | Ruthénium        | 44  | Métal de transition | [Kr] 5s1 4d7 ( * )            |
| 6       | Os               | Osmium           | 76  | Métal de transition | [Xe] 6s2 4f14 5d6             |
| 7       | Hs               | Hassium          | 108 | Métal de transition | [Rn] 7s2 5f14 6d6             |
( * )   Exception à la règle de Klechkowski : ruthénium 44Ru.

Éléments du groupe 8
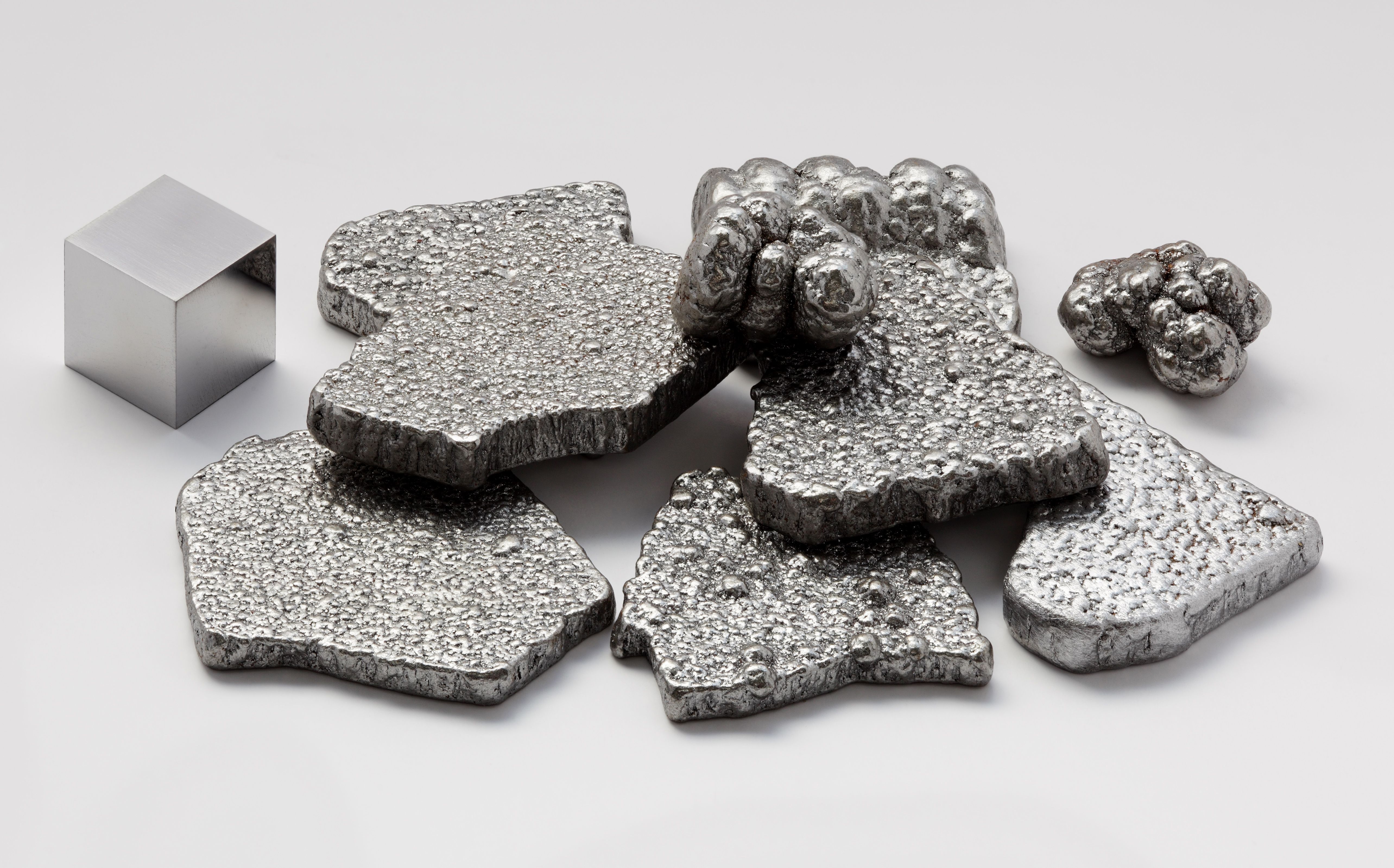
Fer
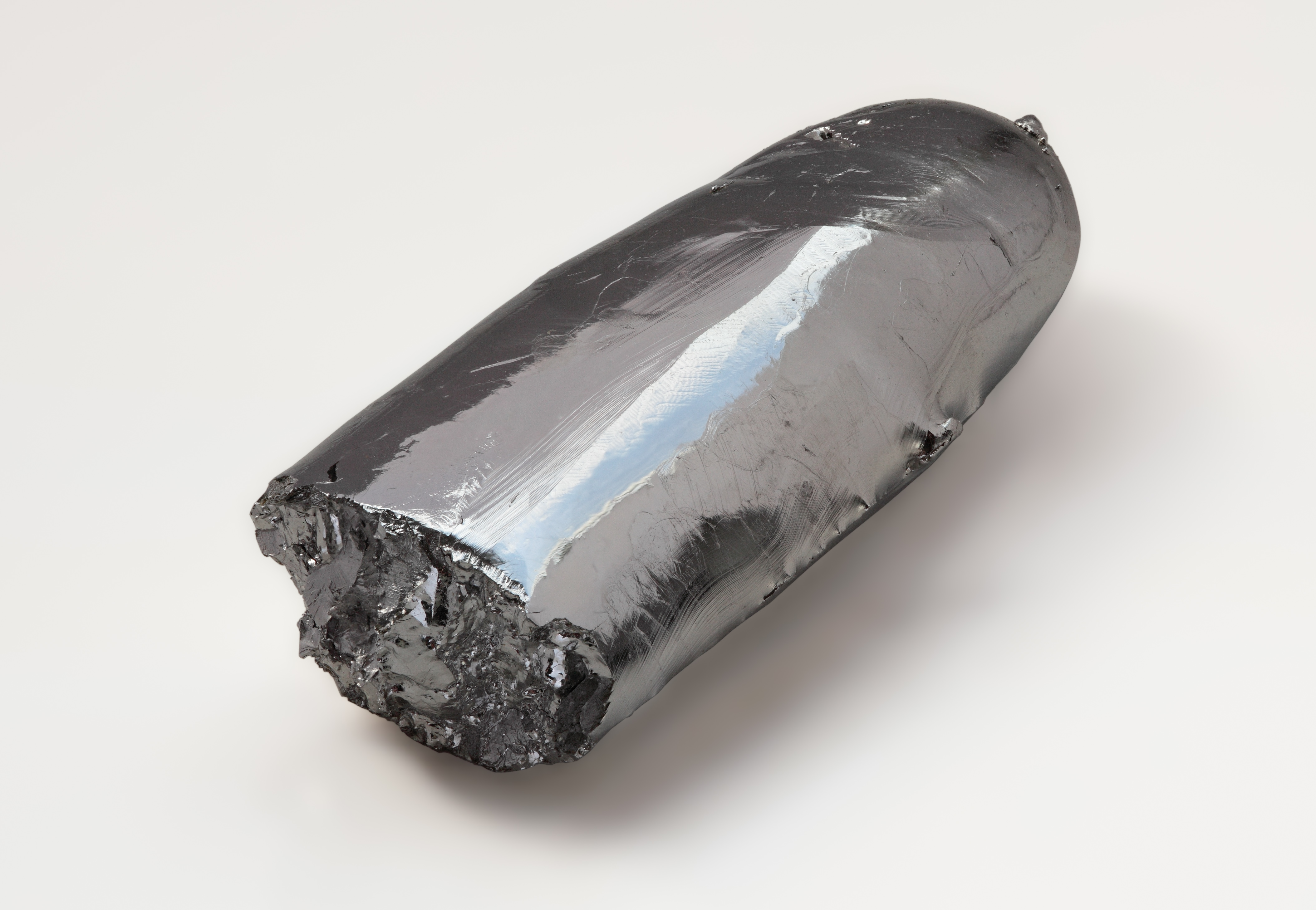
Ruthénium
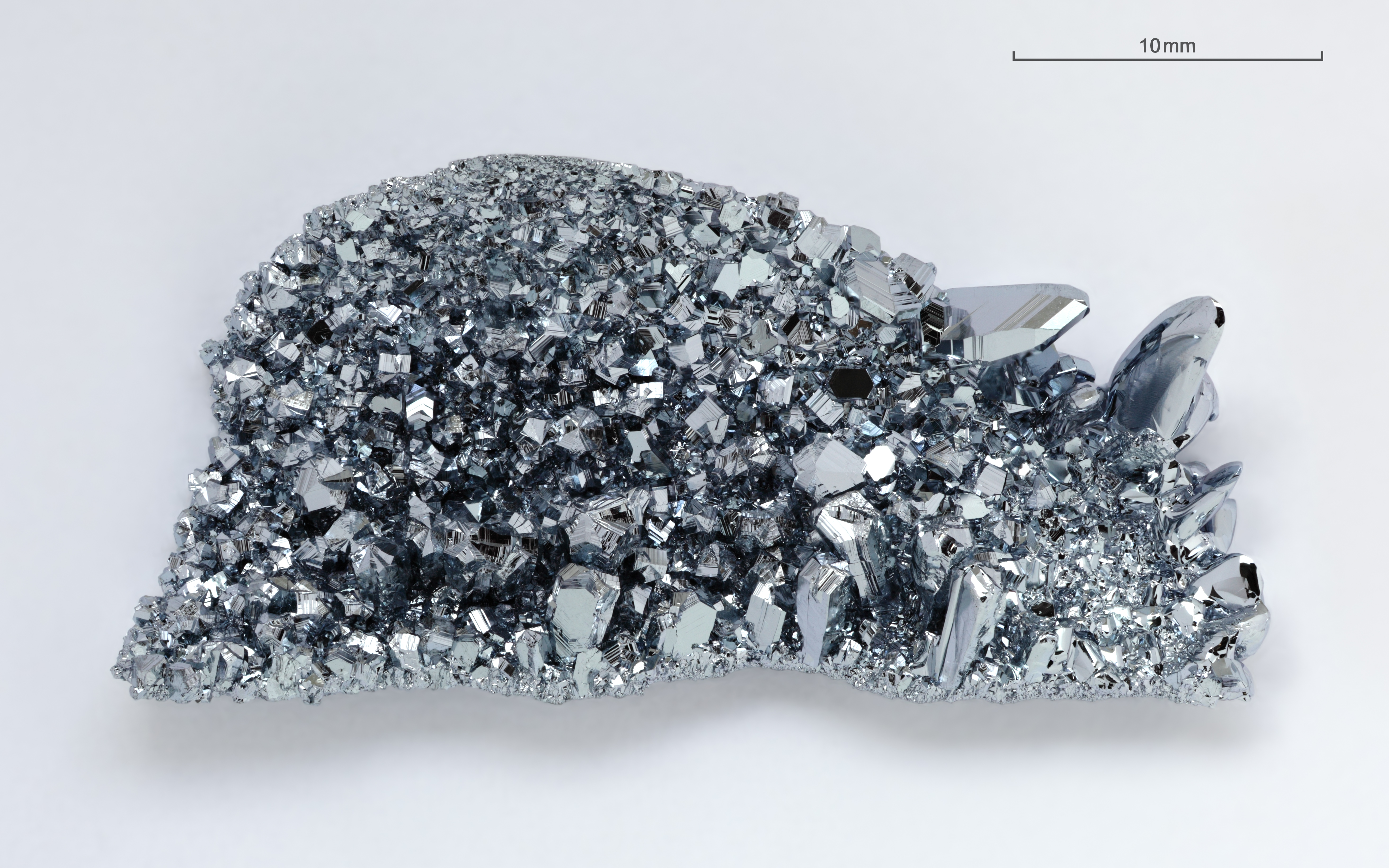
Osmium